# José Cantón Navarro
José Cantón Navarro (San Juan y Martínez, Pinar del Río, Cuba, 18 de julio de 1925 - La Habana, Cuba, 7 de julio de 2008). Historiador, escritor, profesor, Doctor en Ciencias Históricas, Investigador Titular del Instituto de Historia de Cuba. Profesor Titular Adjunto de la Universidad de La Habana. Premio Nacional de Historia en el año 2000.

## Biografía
José Caridad Cantón Navarro nació el 18 de julio de 1925, en un pequeño pueblo llamado San Juan y Martínez, perteneciente a la actual provincia de Pinar del Río, en Cuba. 
Se graduó de maestro normalista.
Cursó estudios superiores en la Universidad de La Habana. 
Fue uno de los fundadores del Instituto de Historia del Movimiento Obrero y de la Revolución Socialista, actual Instituto de Historia de Cuba, al cual sirvió hasta su jubilación.
Fundó, junto a los  reconocidos intelectuales cubanos Armando Hart, Abel Prieto, Cintio Vitier, Eusebio Leal, Roberto Fernández Retamar, Carlos Martí y Enrique Ubieta, el Centro de Estudios Martianos, con el cual  colaboró  durante 30 años.

## Publicaciones
- Los regímenes precapitalistas en Cuba 1966
- Cuba:1959-1982 (con Martín Duarte Hurtado) 1986
- Historia de Cuba: El desafío del yugo y la estrella 1996
- Algunas ideas de José Martí en relación con la clase obrera y el socialismo. 1970
- Una revolución martiana y marxista 2008

## Premios
- Medalla XX Aniversario del Moncada
- Medalla Combatiente de la Lucha Clandestina
- Orden Nacional Frank País
- Medalla de Alfabetización
- Distinción por la Cultura Nacional
- Orden Félix Varela de primer grado
- Distinción por la Educación Cubana
- Réplica del Machete de Máximo Gómez
- Distinción Enrique Hart Dávalos
- Premio Nacional de Historia (2001)
- Distinción Félix Elmusa
- Distinción 28 de Septiembre
- Distinción 60 Aniversario de la CTC
- Premio del Colegio de Maestros de Pinar del Río (1955)
- Distinción La Utilidad de la Virtud, de la Sociedad Cultural José Martí
- Moneda del Año Internacional de La Paz (2006)
- Premio Félix Varela de la Sociedad Económica Amigos del País (2005)
- Distinción "Honrar, Honra", de la Sociedad Cultural José Martí
- Medalla XV Aniversario de la Unión Árabe de Cuba
- Miembro Honorífico de la Asociación de Pedagogos de Cuba